# Rejon ust´-kubinski
Rejon ust´-kubinski (ros. Усть-Кубинский район, Ust´-Kubinskij rajon) – jednostka administracyjna w Rosji, w obwodzie wołogodzkim, z siedzibą w Ustju. 
W 2010 roku mieszkało w niej 8094 osób.